# Cesare Perdisa
Giuseppe Cesare Perdisa (* 21. Oktober 1932 in Bologna; † 10. Mai 1998 ebenda) war ein italienischer Automobilrennfahrer und Geschäftsmann.

## Karriere
Aus einer Familie wohlhabender Publizisten und Zeitungsverleger stammend, die das angesehene Motorsport-Magazin Quattrorotte besaßen, konnte sich Perdisa als „Herrenfahrer“ einen Maserati 250F leisten, den er durchaus talentiert während der Formel-1-Saison 1955 pilotierte. Beim Grand Prix von Monaco, der durch viele Ausfälle der Favoriten geprägt war, teilte er sich den Wagen mit dem prominenteren Jean Behra, was ihm mit dem dritten Rang bis aufs Treppchen brachte. Durch die obligatorische Punkteteilung rangierte er im Endklassement der Formel 1 auf dem 17. Rang.
Zwischen 1955 und 1957 sollte er achtmal starten. Allerdings hatte Cesare Perdisa mit dem vierten Rang in Belgien und dem fünften Platz beim Grand Prix von Frankreich in Reims der Saison 1956 noch zwei weitere beachtliche Platzierungen, wobei er erneut seinen Monoposto mit einem Fahrer geteilt hatte – dem Briten Stirling Moss. Beim Grand Prix von Argentinien 1957 fuhr Perdisa sogar einen Ferrari bis zur 33. Runde und musste ihn dann an Peter Collins übergeben, der immerhin nun den sechsten Platz erreichte. Da Perdisa in diesem Jahr das Glück mit einem weiteren Gaststart nicht zulächelte, muss er seine Ambitionen bei vergleichsweise bescheidenem Aufwand wohl zurückgesteckt haben. Kurios ist der Umstand, dass er zwar mehrfach in die Punkte fuhr, jedoch stets sich mit anderen Fahrern den Wagen und die Punkte teilen musste.
Perdisa hatte die besondere Marotte, Stirling Moss zu irritieren, indem er rohe Eier köpfte und deren Inhalt in einem Zug herunterschluckte. Manchmal soll er dies sogar in der Startaufstellung getan haben, was gerade Moss verabscheute.
Perdisa startete auch bei Sportwagenrennen, wie z. B. 1956 beim 1000-km-Rennen auf dem Nürburgring mit einem Maserati 300S und so bekannten „Mitfahrern“ wie Behra und Moss, doch beendete eine defekte Radaufhängung das Rennen vorzeitig. 1957 hatte er jedoch mit Eugenio Castellotti das Glück, das 1000-km-Rennen von Buenos Aires zu gewinnen. Als dieser begnadete Sportwagenpilot bei Testfahrten für Ferrari in Modena tödlich verunglückte, erklärte Perdisa schockiert seinen Rückzug vom Rennsport und widmete sich ausschließlich seinen Geschäften.

## Statistik

### Statistik in der Automobil-Weltmeisterschaft

#### Gesamtübersicht
| Saison | Team                      | Chassis       | Motor           | Rennen | Siege | Zweiter | Dritter | Poles | schn. Rennrunden | Punkte | WM-Pos. |
| ------ | ------------------------- | ------------- | --------------- | ------ | ----- | ------- | ------- | ----- | ---------------- | ------ | ------- |
| 1955   | Officine Alfieri Maserati | Maserati 250F | Maserati 2.5 L6 | 2      | −     | −       | 1       | −     | −                | 2      | 18.     |
| 1956   | Officine Alfieri Maserati | Maserati 250F | Maserati 2.5 L6 | 4      | −     | −       | 1       | −     | −                | 3      | 16.     |
| 1957   | Scuderia Ferrari          | Ferrari 801   | Ferrari 2.5 V8  | 1      | −     | −       | −       | −     | −                | −      | NC      |
| Gesamt | Gesamt                    | Gesamt        | Gesamt          | 7      | −     | −       | 2       | −     | −                | 5      |         |

#### Einzelergebnisse
| Saison | 1 | 2 | 3 | 4 | 5 | 6   | 7 | 8 |
| ------ | - | - | - | - | - | --- | - | - |
| 1955   |   |   |   |   |   |     |   |   |
|        | 3 |   | 8 |   |   |     |   |   |
| 1956   |   |   |   |   |   |     |   |   |
|        | 7 |   | 3 | 5 | 7 | DNS |   |   |
| 1957   |   |   |   |   |   |     |   |   |
| 6      |   |   |   |   |   |     |   |   |

| Legende  | Legende            | Legende                                                          |
| Farbe    | Abkürzung          | Bedeutung                                                        |
| -------- | ------------------ | ---------------------------------------------------------------- |
| Gold     | –                  | Sieg                                                             |
| Silber   | –                  | 2. Platz                                                         |
| Bronze   | –                  | 3. Platz                                                         |
| Grün     | –                  | Platzierung in den Punkten                                       |
| Blau     | –                  | Klassifiziert außerhalb der Punkteränge                          |
| Violett  | DNF                | Rennen nicht beendet (did not finish)                            |
| Violett  | NC                 | nicht klassifiziert (not classified)                             |
| Rot      | DNQ                | nicht qualifiziert (did not qualify)                             |
| Rot      | DNPQ               | in Vorqualifikation gescheitert (did not pre-qualify)            |
| Schwarz  | DSQ                | disqualifiziert (disqualified)                                   |
| Weiß     | DNS                | nicht am Start (did not start)                                   |
| Weiß     | WD                 | zurückgezogen (withdrawn)                                        |
| Hellblau | PO                 | nur am Training teilgenommen (practiced only)                    |
| Hellblau | TD                 | Freitags-Testfahrer (test driver)                                |
| ohne     | DNP                | nicht am Training teilgenommen (did not practice)                |
| ohne     | INJ                | verletzt oder krank (injured)                                    |
| ohne     | EX                 | ausgeschlossen (excluded)                                        |
| ohne     | DNA                | nicht erschienen (did not arrive)                                |
| ohne     | C                  | Rennen abgesagt (cancelled)                                      |
| ohne     | keine WM-Teilnahme |                                                                  |
| sonstige | P/fett             | Pole-Position                                                    |
| sonstige | 1/2/3/4/5/6/7/8    | Punktplatzierung im Sprint-/Qualifikationsrennen                 |
| sonstige | SR/kursiv          | Schnellste Rennrunde                                             |
| sonstige | *                  | nicht im Ziel, aufgrund der zurückgelegten Distanz aber gewertet |
| sonstige | ()                 | Streichresultate                                                 |
| sonstige | unterstrichen      | Führender in der Gesamtwertung                                   |

### Le-Mans-Ergebnisse
| Jahr | Team                      | Fahrzeug      | Teamkollege    | Platzierung | Ausfallgrund    |
| ---- | ------------------------- | ------------- | -------------- | ----------- | --------------- |
| 1955 | Officine Alfieri Maserati | Maserati 300S | Roberto Mieres | Ausfall     | Getriebeschaden |

### Sebring-Ergebnisse
| Jahr | Team                            | Fahrzeug      | Teamkollege     | Teamkollege   | Platzierung | Ausfallgrund |
| ---- | ------------------------------- | ------------- | --------------- | ------------- | ----------- | ------------ |
| 1955 | Maserati Co. & B. S. Cunningham | Maserati 300S | Luigi Valenzano |               | Rang 4      |              |
| 1956 | Officine Alfieri Maserati       | Maserati 300S | Jean Behra      | Piero Taruffi | Rang 5      |              |

### Einzelergebnisse in der Sportwagen-Weltmeisterschaft
| Saison | Team                                     | Rennwagen                   | 1   | 2   | 3   | 4   | 5   | 6   |
| ------ | ---------------------------------------- | --------------------------- | --- | --- | --- | --- | --- | --- |
| 1954   | Maserati                                 | Fiat 1100 Maserati A6GCS    | BUA | SEB | MIM | LEM | RTT | CAP |
| 1954   | Maserati                                 | Fiat 1100 Maserati A6GCS    |     |     | 57  |     | DNF |     |
| 1955   | Maserati Co. & B. S. Cunningham Maserati | Maserati 300S               | BUA | SEB | MIM | LEM | RTT | TAR |
| 1955   | Maserati Co. & B. S. Cunningham Maserati | Maserati 300S               |     | 4   | DNF | DNF |     |     |
| 1956   | Maserati                                 | Maserati 300S Maserati 350S | BUA | SEB | MIM | NÜR | KRI |     |
| 1956   | Maserati                                 | Maserati 300S Maserati 350S |     | 5   | 28  | DNF |     |     |